# Shirley Valentine (film)
A Shirley Valentine 1989-ben bemutatott brit–amerikai romantikus filmvígjáték-dráma, melyet Lewis Gilbert rendezett. A film alapjául Willy Russell azonos című színdarabja szolgált. A főszerepben Pauline Collins, Tom Conti és Julia McKenzie. Collins korábban a londoni West End Színházban, majd a Broadwayen is magára öltötte ezt a szerepet. 
A film premierje az Edinburgh-i Filmfesztiválon volt. A produkciót két Oscarra és három Golden Globe-díjra és BAFTA-díjra jelölték. A betétdalt egy Grammy-jelölést kapott. 

## Cselekmény
Shirley Valentine a negyvenes éveiben járó, ellaposodott házasságban élő háziasszony. Mikor Jane barátnője nyer egy kétszemélyes utat Görögországba, Shirley rá nem jellemző módon azonnal lecsap a lehetőségre. Döntését kétkedés követi, mégis váratlan támogatásra lel szomszédja, Gillian személyében, aki tiszteletét és csodálatát fejezi ki Shirley tervei iránt. Az utolsó lökést volt iskolai ellensége, Marjorie adja meg: bevallja Shirleynek, hogy irigyelte lázadó stílusát, ezért inkább elit prostituáltként kezdett dolgozni a korábban áhítozott légi utaskísérő pálya helyett.
Görögországba érve Jane azonnal magára hagyja Shirleyt, hogy románcba kezdhessen egy utastársukkal a repülőről. Shirley azonban nagyon jól érzi magát az országban, és nem érti, a többi angol vendég miért keresi az angol ételeket és marad meg az egyszerű szabadidős tevékenységeknél. Shirley egyedül járja a szigetet, amíg meg nem ismerkedik Costasszal, a közeli kocsma tulajdonosával. Costas meghívja egy üveg borra a tengerparthoz, majd felajánlja neki, hogy körbehajózza vele a közeli szigeteket.
Habár megígéri az asszonynak, nem fogja elcsábítani, mégsem szűkölködik a bókokkal. Ahogy Shirley az útjára készülődik, Jane visszatér szerelmi kalandjáról, és bocsánatért esedezik, amiért Shirleyt magára hagyta. Megdöbbenve látja, hogy Shirley nagyon is elboldogult nélküle. A túra jól sikerül, és Shirley úgy dönt, meztelenül úszik egyet a tengerben, mivel nincsen fürdőruhája. Costas csatlakozik hozzá, majd a hajóra visszatérve vadul szeretkezni kezdenek. 
Jane úgy véli, Shirley beleszeretett Costasba, de Shirleynek csak a görögök életmódja tetszik. Mikor Shirley visszatér a reptérről, a maradás mellett döntve, rajtakapja Costast egy másik turistával. Shirley közli, hogy nem zaklatja fel Costas viselkedése, ellenben állást keres. Eközben otthon Shirley férje, Joe – a görög út miatt dühösen és zavarodottan – a reptéren virággal várja haza feleségét. Mikor Shirley nem érkezik meg, telefonon próbálja őt elérni és meggyőzni, a nő helye itt van vele.
Shirley viszont boldog az új életével. Sikeres lesz a vállalkozása is, mely angol turistáknak kínál brit ételeket keresnek Görögországban. Joe végül fia buzdítására Shirley után megy Görögországba. Táviratban értesíti feleségét jöttéről, Costas pedig aznapra elutazik, míg Shirley higgadtan kiül a tengerpartra és borozik. Mikor férje elhalad előtte, nem ismeri meg és tovább megy, amíg Shirley vissza nem hívja. A film kettejük borozgatásával ér véget, nyitva hagyva a kérdést, vajon milyen megoldást találtak kettejük helyzetére.

## Szereplők
| Szerep                     | Színész          | Magyar hangja  |
| -------------------------- | ---------------- | -------------- |
| Shirley Valentine-Bradshaw | Pauline Collins  | Borbás Gabi    |
| Costas Caldes              | Tom Conti        | Vass Gábor     |
| Gillian                    | Julia McKenzie   | Halász Aranka  |
| Jane                       | Alison Steadman  | Tóth Éva       |
| Marjorie Majors            | Joanna Lumley    | Andai Györgyi  |
| Iskolaigazgatónő           | Sylvia Syms      | Tóth Judit     |
| Joe Bradshaw               | Bernard Hill     | Reviczky Gábor |
| Dougie                     | George Costigan  | N/A            |
| Jeanette                   | Anna Keaveney    | N/A            |
| Millandra Bradshaw         | Tracie Bennett   | Eszenyi Enikő  |
| Sydney                     | Ken Sharrock     | Dózsa László   |
| Thelma                     | Karen Craig      | N/A            |
| Brian Bradshaw             | Gareth Jefferson | Rudolf Péter   |
| Az ifjú Shirley            | Gillian Kearney  | Somlai Edina   |
| Sharon-Louise              | Deborah Yhip     | Kocsis Mariann |

## Fontosabb díjak és jelölések
| Díj              | Kategória                                                  | Eredmény |
| ---------------- | ---------------------------------------------------------- | -------- |
| Oscar-díj        | Legjobb női főszereplő: Pauline Collins                    | Jelölve  |
| Oscar-díj        | Legjobb eredeti dal: "The Girl Who Used to Be Me"          | Jelölve  |
| Golden Globe-díj | Legjobb vígjáték vagy musical                              | Jelölve  |
| Golden Globe-díj | Legjobb női főszereplő: Pauline Collins                    | Jelölve  |
| Golden Globe-díj | Legjobb eredeti filmbetétdal: "The Girl Who Used to Be Me" | Jelölve  |
| BAFTA-díj        | Legjobb film                                               | Jelölve  |
| BAFTA-díj        | Legjobb adaptált forgatókönyv                              | Jelölve  |
| BAFTA-díj        | Legjobb női főszereplő: Pauline Collins                    | Elnyerte |
| Grammy-díj       | Legjobb zeneszám filmben vagy tévéműsorban                 | Jelölve  |